# Bahna, Neamț
Bahna este satul de reședință al comunei cu același nume din județul Neamț, Moldova, România.

## Monumente
- Monumentul Eroilor, realizat de Vincenzo Puschiasis.